# 1612 – Der blutige Kampf um das Vaterland …
1612 – Der blutige Kampf um das Vaterland … (Originaltitel: 1612: Chroniki smutnogo wremeni, dt.: 1612: Chroniken einer unruhigen Zeit) ist ein russischer Film aus dem Jahr 2007. In Deutschland ist er seit Dezember 2009 auf DVD und seit 2011 auf Blu-ray erhältlich. Der Film wird auch unter den Alternativtiteln 1612 – Angriff der Kreuzritter, Kampf um den Thron und Die Chroniken Russlands vermarktet.

## Inhalt
1612 griff der polnische König Sigismund III. Wasa (der auch Titularkönig von Schweden und Großfürst von Litauen war) Russland an. Die polnisch-litauischen Koalitionstruppen sind bis nach Moskau vorgedrungen und regieren mit eiserner Hand die besetzten Gebiete. Polen und andere Katholiken drängen in das Gebiet ein. Sie wollen die russische Prinzessin Xenija Godunowa als Zarin installieren, deren Familie Jahre zuvor getötet wurde und die selbst von ihnen, nach der Entführung durch einen Hetman, gefangen gehalten wird; der Leibeigene Andrei tritt nach dem Tod des spanischen Söldners Álvar an dessen Stelle, um mit Hilfe des Tataren Kostka die russische Prinzessin, die er liebt, zu befreien. Die Konflikte münden in einer großen Schlacht vor den Toren Moskaus.

## Kritik
„Patriotischer, mit Staatsgeldern produzierter Film, aufbereitet mit viel Schlachtgetümmel und der recht realistischen Inszenierung des Kriegsgeschehens vom Aufstieg der Romanow-Dynastie. Das Prestige-Produkt überhöht nicht allzu überzeugend die ereignisreiche, leicht verwirrende Handlung durch mystische Einsprengsel.“

DVDtalk urteilt: „Dieser historische Actionfilm ist ein zu ernster, wenig aufregender Fehlschlag. Die Geschichte wird mit zu vielen modernen Mätzchen erzählt.“